# Bayerischer Habilitationsförderpreis
Der Bayerische Habilitationsförderpreis, auch Hans-Zehetmair-Preis, wurde von 1994 bis 2003 jährlich vom Bayerischen Staatsministerium für Wissenschaft, Forschung und Kunst verliehen und dient zur Unterstützung von Habilitationsvorhaben hochbegabter, junger Wissenschaftler in Fächern mit besonders hohem Nachwuchsbedarf.

## Förderung
Der Preis wurde jeweils für bestimmte Fächerbereiche ausgeschrieben, die von Jahr zu Jahr wechseln konnten. Die Förderungshöchstdauer betrug drei Jahre. Die Stipendien in Höhe von 2.815 Euro pro Monat bzw. die möglichen Sachkostenzuschüsse bis zu 7.700 Euro für Doktoranden, Postdoktoranden und Habilitanden wurden aus dem bayerischen Hochschulsonderprogramm III finanziert.
Ferner konnte hieraus auch der jeweiligen Universität für eine ergänzende Ausstattung, die dem Preisträger zugutekam, ein einmaliger finanzieller Zuschuss bis zu 25.600 Euro bewilligt werden.
Die Bewerber sollten zum Zeitpunkt der Bewerbung grundsätzlich nicht älter als 32 Jahre sein, vor dem 30. Geburtstag mit der Note „sehr gut“ promoviert haben und sich nach Abschluss des Studiums in einer mindestens zweijährigen, in Vollzeit ausgeübten wissenschaftlichen oder praktischen Tätigkeit im Fachgebiet, in dem die Habilitation angestrebt wurde, bewährt haben. Hierbei konnten aufgrund familiärer Verpflichtungen Ausnahmen gewährt werden.
1999 wurde der Förderpreis außer im Bereich der angewandten Informatik nur für Frauen ausgeschrieben, um den Anteil an habilitierten Frauen an den Universitäten erhöhen zu können.
Der Förderpreis bestand vor der Euro-Umstellung aus einem monatlichen Stipendium von 5.500 Mark. Daneben konnte ein Sachkostenzuschuss von bis zu 15.000 Mark jährlich bewilligt werden. Der Universität konnte für eine ergänzende Ausstattung, die dem Preisträger zugutekommt, ein einmaliger Betrag von bis zu 50.000 Mark gewährt werden.